# Sottosviluppo
Sottosviluppo è un termine generalmente usato nella sua accezione economica ed è sinonimo, per quanto riguarda un paese, di povertà. Incluse nel concetto di povertà ci sono lo scarso accesso alle cure mediche, all'acqua potabile, al cibo, a un'educazione e alla casa. Il concetto di sottosviluppo fu molto dibattuto dopo la seconda guerra mondiale quando le colonie europee in Africa e in Asia conquistarono l'indipendenza.

## Storia
Il concetto di sottosviluppo è stato introdotto al termine della seconda guerra mondiale.
Il presidente americano Harry Truman nel suo discorso programmatico del 20 gennaio 1949 sottolineò la necessità di supportare i paesi "sottosviluppati" affinché possano arginare il divario che li allontana dai paesi occidentali. La dicotomia sviluppo-sottosviluppo coincide, da parte dei paesi più forti, con la prospettiva di cercare soluzioni per sottrarre i paesi del Sud del mondo da una situazione di degrado e arretratezza, prospettiva fondata sulla concezione di sviluppo come qualcosa di "desiderabile" e "necessario" a tutti i paesi del mondo.
Il termine sottosviluppo è stato poi reso celebre a partire dalla fine degli anni sessanta da Andre Gunder Frank che studiò gli effetti dell'imperialismo in America Latina. Egli sostenne che i paesi ricchi e industrializzati hanno in vari modi bloccato lo sviluppo dei paesi poveri ad economia prevalentemente agricola, con politiche e interventi mirati a proteggere la propria potenza e la propria posizione privilegiata nel commercio internazionale.
Il sottosviluppo è determinato da due cause:
- Cause interne: Mancanza di strutture sanitarie (ospedali) e vie di comunicazioni, mentalità contadina chiusa alle innovazioni, influsso delle religioni e calamità naturali.
- Cause esterne: Colonialismo (Dipendenza politica che comporta dipendenza economica), Neocolonialismo (Dipendenza economica che comporta dipendenza politica) e lo scambio ineguale

È molto importante però non dimenticare che il sottosviluppo è determinato anche dal tasso di mortalità e dall'analfabetismo. 
Il termine sottosviluppo suggerisce un'interpretazione "ottimistica" del fenomeno, inteso come un ritardo di alcuni paesi nella crescita economica. In realtà il sottosviluppo è molto più di questo: è un problema strutturale di molti paesi che potrebbe essere risolto tramite un'azione organizzata a livello internazionale.